# Campionati mondiali di pattinaggio di velocità su distanza singola 2024 - Inseguimento a squadre femminile
L'evento dell'inseguimento a squadre femminile dei Campionati mondiali di pattinaggio di velocità su distanza singola 2024 si è svolto il 16 febbraio 2024 alla Olympic Oval di Calgary, in Canada.

## Risultati
| Pos | Pair | Corsia | NOC                                                         | Tempo   | Diff  |
| --- | ---- | ------ | ----------------------------------------------------------- | ------- | ----- |
| 1   | 1    | c      | Paesi Bassi Joy Beune Irene Schouten Marijke Groenewoud     | 2:51.20 |       |
| 2   | 3    | s      | Canada Valérie Maltais Ivanie Blondin Isabelle Weidemann    | 2:54.03 | +2.83 |
| 3   | 4    | s      | Giappone Momoka Horikawa Ayano Sato Miho Takagi             | 2:54.89 | +3.69 |
| 4   | 3    | c      | Stati Uniti Brittany Bowe Mia Manganello Giorgia Birkeland  | 2:57.80 | +6.60 |
| 5   | 1    | s      | Cina Han Mei Yang Binyu Jin Wenjing                         | 2:59.57 | +8.37 |
| 6   | 2    | s      | Germania Lea Sophie Scholz Josephine Schlörb Josie Hofmann  | 2:59.72 | +8.52 |
| 7   | 4    | c      | Polonia Natalia Jabrzyk Karolina Bosiek Magdalena Czyszczoń | 3:00.58 | +9.38 |
| 8   | 2    | c      | Svizzera Jasmin Güntert Kaitlyn McGregor Ramona Härdi       | 3:00.86 | +9.66 |